# Путь к успеху
«Путь к успеху» — седьмой студийный альбом группы «Телевизор». Фактический сольный альбом основателя коллектива. Изначально должен был называться «7Б», однако из-за появления поп-рок-группы с одноимённым названием название альбома пришлось сменить во избежание путаницы.

## История записи
Пластинка записывалась Михаилом Борзыкиным в одиночку в 2001 году на различных персональных студиях звукозаписи. Во время работы над альбомом музыкант много экспериментировал, желая создать уникальное звучание.
Первоначальное название пластинки «7Б» — это кодовое название психического заболевания психопатия; диагноз, на основании которого Борзыкин во время призывного возраста был освобождён от службы в армии и проходил лечение в психиатрической больнице. Об этом Михаил поёт в автобиографической электро-фанковой композиции «Негодяй».
Я сказал маме, что если пойду в армию, то может случиться всё что угодно. Если она хочет видеть сына живым, то она должна пойти со мной в психоневрологический диспансер и подтвердить, что я человек крайне депрессивный, временами невменяемый, родителей в каком-то смысле недолюбливаю, имею с ними конфликты и периодически замыкаюсь. До маниакально-депрессивного психоза мне было не дотянуться, и нужно было что-то попроще.
Чтобы подтвердить диагноз, надо было в течение месяца полежать на обследовании в тюремного типа больнице.— Михаил Борзыкин

## Музыка и лирика
Записывая Путь к успеху, Михаил Борзыкин продолжает эксперименты по смешению таких стилей, как регги, фанк, техно и латиноамериканская музыка. Редакция журнала Афиша находила схожесть музыкальной составляющей пластинки с творчеством таких коллективов, как Front Line Assembly и Front 242. Там же были отмечены вокальные способности Борзыкина — журналист Юрий Сапрыкин назвал Михаила одним из сильнейших вокалистов страны.
Пластинка отмечена глубокой и многогранной лирикой автора. Настроение композиций варьируется от шуточного до мечтательного и безысходного. «…Борзыкин с поразительной страстью и убедительностью изничтожает такие фантомы сознания, как Вселенная, Бог, душа и Алла Пугачева», — пишет рецензент журнала Афиша, — «Трудно представить деятеля каких бы то ни было искусств, который в нынешний момент времени исходил бы кровавыми слезами от осознания того факта, что человек смертен. Борзыкин же взаправду рыдает и гневается, и это не выглядит перегибом».
В композиции под названием «Лают» музыкант выражает свою любовь к собакам. «Я думаю, что любой человек, когда слышит собачий лай по ночам, задает себе вопрос: „Почему же они лают?“ И тут есть какой-то ответ на него…», — говорит Михаил Борзыкин. Песня «Душа» — это дань уважения группе The Beatles и Джону Леннону. Композицию «Быть бы» Борзыкин называл «созвучной Булгакову»; «Я всегда внутренне соглашался с идеей Булгакова, что после смерти каждый получит то, что заслужил», — рассказывает музыкант. В альбоме также присутствует ряд песен иронического характера — «Палец», «Алла Борисна». Песня «Дым» — единственная композиция, автором которой является не Михаил.

## Список композиций
| №  | Название      | Длительность |
| -- | ------------- | ------------ |
| 1  | Путь к успеху | 3:13         |
| 2  | Укатала       | 3:44         |
| 3  | Алла Борисна  | 3:38         |
| 4  | Лают          | 4:03         |
| 5  | Тепло         | 5:24         |
| 6  | Dooma         | 7:23         |
| 7  | Ада нет       | 2:18         |
| 8  | Палец         | 3:30         |
| 9  | Негодяй       | 2:36         |
| 10 | Душа          | 5:49         |
| 11 | Быть бы       | 5:55         |
| 12 | Дым           | 4:29         |

## Участники записи
- Михаил Борзыкин — вокал, клавишные, программирование, аранжировки, звукорежиссура, музыка, тексты
- Кирилл Комаров — музыка, тексты в песне «Дым»
- Алексей Рацен — обложка